# Lantana leucocarpa
Lantana leucocarpa là một loài thực vật có hoa trong họ Cỏ roi ngựa. Loài này được Urb. & Ekman ex Moldenke mô tả khoa học đầu tiên năm 1948.